# A Fabulosa Aventura de Sharpay
Sharpay's Fabulous Aventure (bra/prt: A Fabulosa Aventura de Sharpay) é um filme norte-americano produzido pela Disney Channel, mais precisamente um spin-off da série de filmes High School Musical (2006-2008). É protagonizado por Ashley Tisdale. Foi lançado em 22 de maio de 2011 no Disney Channel dos Estados Unidos.

## Sinopse
Um ano após se formar no East High School, Sharpay Evans (Ashley Tisdale) começa a se interessar pelo desejo de se tornar famosa. Em uma performance no clube de sua família, ela é descoberta por um caça talentos de Nova York na qual a chama para estrelar um musical na Broadway. Disposta a realizar seu sonho, ela convence seus pais a viajar com a companhia de seu cão Boi, para Nova York, em busca de conquistar seu lugar no caminho da fama. Só que ela apenas terá um mês para provar que é capaz de se virar sozinha. Sharpay organiza tudo, e consegue ir. Só que ao chegar na grande cidade, ela enfrentará vários problemas. Inclusive, acabará descobrindo de que o pessoal da Broadway não estava interessado nela, mas sim, em seu cão, para estrelar a peça "O Melhor Amigo de uma Garota". Quando ela pensa em desistir, acaba pensando duas vezes quando Peyton Everett (Austin Butler) um jovem rapaz que tem o sonho de se tornar um cineasta, a faz repensar sobre o que ela realmente quer, e o que o sonho de ser famosa significa. Sharpay não desiste, e resolve ir fundo com isso. Na aventura, até o cão Boi enfrentará adversidades, quando se apaixona por Condessa, mascote de Roger (Bradley Steven Perry) e que é sua rival para conquistar o papel na peça da Broadway.
No fim, Sharpay fará de tudo para que Boi ganhe o papel, topa até trabalhar para Amber Lee Adams (Cameron Goodman) uma famosa atriz que não passa de uma falsa interesseira. Mas no fim, ela descobrirá que o melhor caminho de se alcançar o que quer, é ajudando os outros, sendo verdadeira consigo mesma e acima de tudo, acreditar no seu sonho.

## Elenco
- Ashley Tisdale como Sharpay Evans
- Austin Butler como Peyton Leverett
- Cameron Goodman como Amber Lee Adams
- Bradley Steven Perry como Roger Elliston
- Alec Mapa como Gill Samms
- Robert Curtis Brown como Vance Evans
- Jessica Tuck como Darby Evans
- Lauren Collins como Tiffany
- Lucas Grabeel como Ryan Evans  (Irmão De Sharpay)
- Jack Plotnick como Neal Roberts
- Shawn Byfield como Trevor
- Pat Mastroianni como Jerry Taylor
- Kyle Buchanan como Tim
- Jorge Molina como Mr. Gonzalez
- Mya Michaels como Mrs. Gonzalez
- Alessandra Cannito como Lupe
- Shadia Ali como Dina

## Trilha Sonora
O filme também possui uma trilha sonora chamada Sharpay's Fabulous Adventure (álbum) .